# Zdzisław Zawadzki
Zdzisław Zawadzki (ur. 10 września 1952, zm. 20 kwietnia 1998 w Chicago) – polski gitarzysta basowy. W 1974 grał w zespole Breakout Tadeusza Nalepy. W latach 1978–1982 basista grupy Perfect.